# El regne de Dunark
El regne de Dunark (títol original en danès, Skammerens datter) és una pel·lícula de fantasia d'acció danesa del 2015, dirigida per Kenneth Kainz. Es basa en el llibre homònim de Lene Kaaberbøl. S'ha doblat al valencià per a À Punt.

## Repartiment
- Rebecca Emilie Sattrup com a Dina Tonerre
- Petra Maria Scott Nielsen com a Rosa
- Peter Plaugborg com a Drakan
- Maria Bonnevie com a Melussina Tonerre (mare de la Dina)
- Søren Malling com a mestre d'armes
- Roland Møller com a Hannes, ajudant del mestre d'armes
- Jakob Oftebro com a Nicodemus Ravens ("Nico")
- Stina Ekblad com a Lady Lizea
- Allan Hyde com a Davin
- Laura Bro com la senyora Petri
- Olaf Johannessen com el mestre Maunus
- Jóhann G. Jóhansson com a Dres
- Adam Ild Rohweder com a Aun

## Seqüeles
La segona part de la saga Slangens gave va acabar la postproducció a finals de 2018 i es va estrenar el 24 de gener de 2019.